# Familien Addams
 For alternative betydninger, se Familien Addams (flertydig). (Se også artikler, som begynder med Familien Addams)
Familien Addams (originaltitel The Addams Family) er en gruppe fiktive personer i en familie. De er nemesiset til den typiske amerikanske familie. De kan lide makabre ting såsom at klippe de ikke-visne hoveder af deres roser og meget andet.
Det startede som en et-sides-tegneserie skabt af Charles Addams. Tegneserien blev tryk i avisen The New Yorker i en periode fra 1938 til Addams' død i 1988.
Familien Addams er mest kendt for deres TV-serie, som begyndte i 1964.

## Hovedpersoner
Familien består af ægteparret Gomez og Morticia Addams, deres to børn Wednesday og Pugsley Addams, Gomez' bror Onkel Fester Addams, Morticias mor Grandmama Frump og hele familiens butler: den Frankensteins monster-agtige Lurch.
I den originale serie var Onkel Fester Morticias onkel, men senere hen blev han til børnenes onkel, og sådan har det været siden da.

## Andre personer
Der findes et hav af personer i Addams-universet. Deriblandt:
- Fætter Itt ('Et'), et lille væsen som kun er en hårklump
- Thing ('Ting'), en hånd uden arm eller anden krop
- Borgmesteren, Arthur J. Henson, som ikke kan fordrage den mærkelige familie.

## Film og tv
Familien Addams har været genstand for adskillige fortolkninger på film og i tv-serier.
Serien blev vist på SVT i Sverige flere gang fra 1965, så seere i Østdanmark havde mulighed for at se den.
Tv-serier
- The Addams Family (1964)
- The Addams Family (1973) - animationsserie
- Familien Addams (1992-1993) - animationsserie
- The Addams Family (1998-1999) - sitcom

Film
- The Addams Family (1991)
- Addams Family Values (1993)
- Addams Family Reunion (1998)
- The Addams Family (2019)

## Skuespillere
De forskellige skuespillere fra den første TV-serie:
- Carolyn Jones: Morticia Frump Addams.
- John Astin: Gomez Addams.
- Ted Cassidy: Lurch.
- Jackie Coogan: Uncle Fester Frump (senere Addams).
- Ken Weatherwax: Pugsley Addams.
- Lisa Loring: Wednesday Addams.
- Marie Blake: Grandmama Frump.

Familien Addams 1992-1993
- Donald Andersen - Gomez Addams
- Hans Henrik Bærentsen - Onkel Fester
- Lars Thiesgaard - Pugsley Addams
- Vibeke Dueholm - Wednesday Addams